# 櫻田昭正
櫻田 昭正（さくらだ あきまさ、1939年 - ）は、日本の政治家。勲等は旭日双光章。東京都三宅村長。

## 来歴
東京都三宅村出身。日本大学文理学部卒業。
公立中学校教諭、都教育庁三宅出張所嘱託員を経て、2006年7月から2012年2月まで約6年半、村教育長を務めた。
2012年（平成24年）村長選で現職の平野村長を破り当選
※当日有権者数：当日有権者数人 最終投票率：最終投票率%（前回比：前回比pts）
| 候補者名    | 年齢 | 所属党派 | 新旧別 | 得票数 | 得票率 | 推薦・支持 |
| ----------- | ---- | -------- | ------ | ------ | ------ | ---------- |
| 櫻田昭正    | 72   | 無所属   | 新     | 929票  | %      |            |
| 平野 祐康   | 63   | 無所属   | 現     | 613票  | %      |            |
| 佐久間 達己 | 48   | 無所属   | 新     | 432票  | %      |            |

2025年（令和7年）春の叙勲で旭日双光章を受章した。